# Josep Protti Conforto
Josep Protti Conforto (Maó, Menorca, 1824 - Marsella, França, 1896) fou un compositor menorquí de pares italians.
Degué iniciar els estudis musicals amb el seu germà major, Carles, divuit anys més gran. Va ser alumne del mestre Benet Andreu Pons. Va ser primer organista de l'església de Sant Teodor i a partir de 1856 de la de Sant Vicenç de Paül.
Com a compositor és autor de les òperes Gacela, Les gardes françaises i Le trésor de Jeannot, deguent-se-li a més, una Missa a 4 veus, i diversos fragments per a piano. El Dijous Sant de 1857 estrenà un Stabat Mater a la seva església de Sant Vicenç de Marsella, que tingué un ressò molt favorable en la premsa marsellesa, ciutat en què residí fins a la seva mort.